# Viana de Cega
Viana de Cega – gmina w Hiszpanii, w prowincji Valladolid, w Kastylii i León, o powierzchni 17,98 km². W 2011 roku gmina liczyła 1987 mieszkańców.